# Limbach, Sachsen
Limbach är en kommun och ort i Vogtlandkreis i förbundslandet Sachsen i Tyskland. Kommunen har cirka 1 400 invånare.
Kommunen ingår i förvaltningsområdet Netzschkau-Limbach tillsammans med kommunen Netzschkau.